# Кара жорга

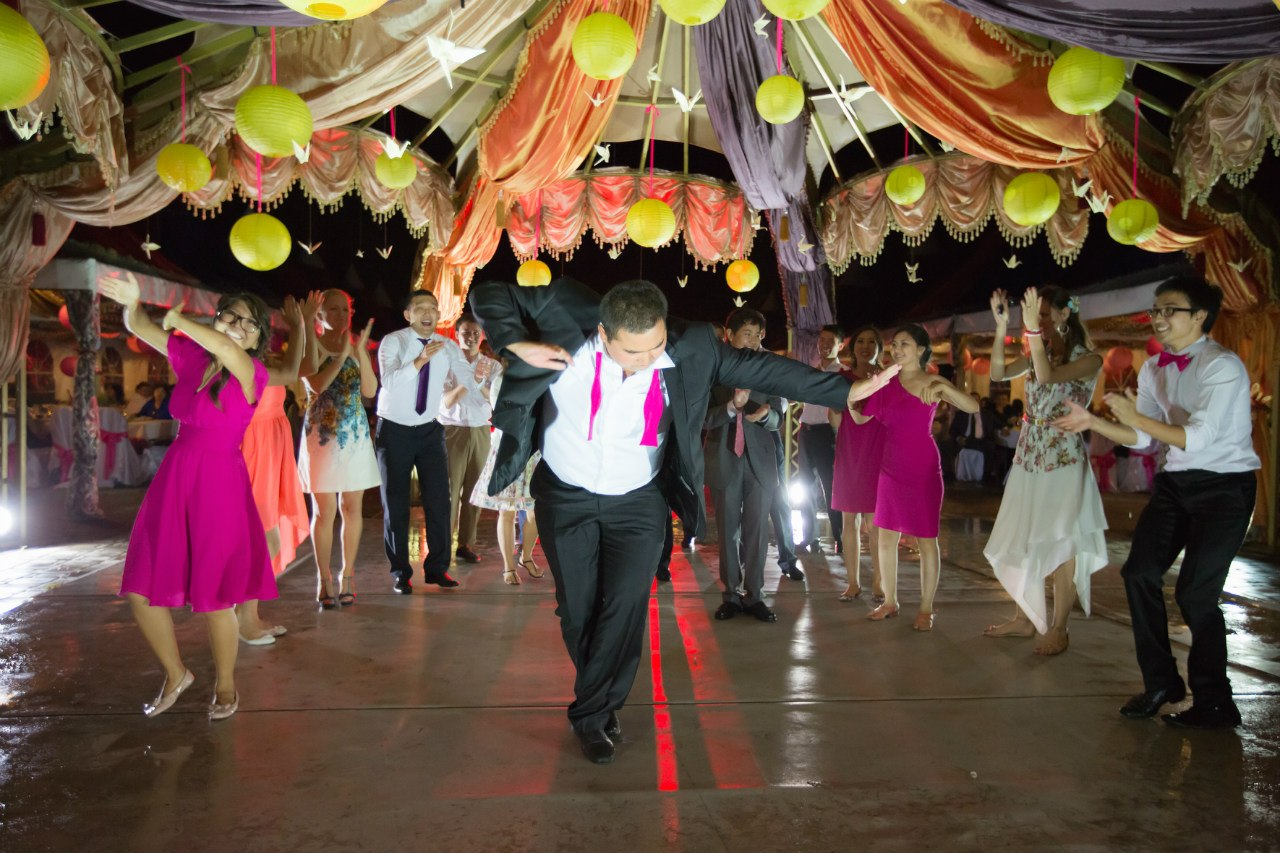
Танець кара жорга у виконанні казахів (Алмати, Казахстан)

Кара жорга́ (Каражорга; каз. Қара жорға , кирг. Кара жорго — «вороний іноходець») — казахський і киргизький народний танець.
У киргизів подібний танець називається кара жорго. Також існує кюй безіменного автора «Кара жорга», а у башкир є народна пісня-танець зі схожою назвою — кара юрга (башк. ҡара юрға).

## Опис
Танець кара жорга отримав таку назву («вороний іноходець») через те, що його виконавець зображує спритного, вправно і задерикуватого вершника — джигіта, який заволодів мистецтвом верхової їзди і гарцюючого на інохідці. Під різними назвами (жоргалау, жоргани еліктеу) в народі були поширені кілька варіантів цього танцю. Як акомпанементи для танцю на домбрі виконували народні мелодії «Кара жорга», «Бозайгир» та ін. Повний опис кара жорги було дано в книзі «Казахські народні танці» за авторством Дауріо Абірова і Аубакіра Ісмаїлова, куди цей танець потрапив в числі найпопулярніших чоловічих танців.

## Кара жорга по країнам

### Казахстан
«Відроджувачі» танцю кара жорга в Казахстані вважається казах Аристан Шадетули родом чз Китаю, який повернувся в Казахстан в 1995 році. За словами Аристан Шадетули, цей танець є одним з 18 казахських народних танців, які на сьогоднішній день забуті. Танець почав поширюватися в Казахстані на початку 2010-х років і отримав широку популярність завдяки інтернету та ЗМІ. Ідею відродження танцю кара жорга підтримав казахстанський режисер Булат Атабаєв, зазначивши, що сам в дитинстві танцював кара жоргу і бачив, як відома казахська танцівниця Шара Жієнкулова виконувала його.

### Киргизстан
Спроби відродити кара жорго робляться і в Киргизстані. За словами одного з активістів руху за відродження танцю, вперше танець був побачений Болотом Дийканбаевим у китайських киргизів в 2002 році. Потім були зняті кліпи з танцем кара жорго, організовані флешмоби і етно-дискотеки. Планується включити кара жорго в список нематеріальної культурної спадщини ЮНЕСКО. На думку киргизів, танець кара жорга є не казахським, а киргизьким народним танцем з тисячолітньою історією, який зуміли зберегти киргизи Китаю.

### Китай
У журналі National Geographic від 1954 роки (vol. CVI, № 5) зафіксовано виконання казахами Китаю «типового племінного танцю» кара жорга (Kara Jorga) під акомпанемент домбри.
У наші дні танець кара жорга має популярність серед казахів Китаю. Його виконують під час різних заходів, в казахських школах СУАР кара жорга включена до шкільної програми. На честь святкування 550-річчя Казахського ханства казахи КНР станцювали кара жоргу в 24 провінціях країни.

## Суперечки про походження
За словами історика і доктора наук Гульнари Мендікулової, танець кара жорга ніколи не був національним танцем казахів і перейнятий ними у китайців, а вперше танець був поставлений в п'єсі «Айман-Шолпан» на мотив кюя «Кара жорга». За її словами ніяких джерел про наявність чоловічих танців у казахів немає, а вперше вона побачила танець кара жорга у виконанні казахів з Китаю в Стамбулі. Професор КазНУІ Тагжан Ізім не настільки категорична у своїх висловлюваннях — за її словами, танець кара жорга не що інше як народний танець «буїн бі» («танець суглобів»), а назва «кара жорга» причепилося до танцю після постановки вищезгаданої п'єси «Айман — Шолпан» в 1934 році.
Історик і етнограф Жагда Бабаликули зазначає, що сучасний танець кара жорга виконується зовсім не під мелодію оригінального кюя «Кара жорга», а іншого кюя під назвою «Салкурен» (каз. Салкүрең). За його словами, кара жорга повинен бути повільним і розміреним танцем, а не швидким і інтенсивним, як це відбувається під мелодію «Салкурена». Йому вторить кандидат історичних наук Алімгази Даулетхан, який відзначає, що сучасна мелодія, під яку виконують кара жоргу, не що інше, як видозмінена мелодія «Салкурен» з додаванням уривків з «Жар-жара», створена для урочистостей і свят.
У зв'язку з суперечливими думками про танці кара жорга серед населення, один з жителів Казахстану попросив міністра культури і спорту Аристанбека Мухамедіули прояснити ситуацію зі статусом танцю. У своїй відповіді міністр відмовився від будь-яких заяв з приводу танцю, бо це не входить до повноважень його міністерства, і порадив звернутися до відповідних НДІ Міністерства освіти і науки Казахстану.